# Emilia Mikue Ondo
Emilia Mikue Ondo (née le 20 décembre 1984) est une athlète équatoguinéenne, spécialiste du demi-fond et du 800 mètres.

## Carrière
Mikue Ondo participe aux Jeux olympiques d'été de 2004 à Athènes en ayant obtenu sa qualification. Elle est le porte-drapeau de son pays lors de la cérémonie d'ouverture. Elle termine septième de sa série de 800 mètres et ne se qualifie pas pour une demi-finale.
Aux Championnats du monde de cross-country 2007 à Mombasa, elle termine 82e. Aux Jeux africains de 2007, elle est éliminée avec un temps de 2 min 17 s 25.
Aux Championnats du monde d'athlétisme 2007, à Osaka, elle termine dernière du 800 mètres, cependant elle établit un nouveau record national avec un temps de 2 min 15 s 72.
Mikue Ondo participe aux Jeux olympiques d'été de 2008 à Pékin, grâce à une invitation, n'ayant pas atteint le minimum requis. Elle est à nouveau porte-drapeau de sa délégation lors des cérémonies d'ouverture et de clôture. Avec 1,3 m, elle est la plus petite sportive des Jeux. Elle participe au 800 mètres, elle termine sixième de sa série avec un temps de 2 min 20 s 69, le temps le plus long pour une athlète ayant terminé l'épreuve.
Aux Jeux de la Lusophonie 2009 à Lisbonne, elle est disqualifiée.